# Бариш (річка)
Бари́ш — річка в Ульяновській області Росії, права притока Сури (басейн Волги).                             
Довжина річки - 247 км, площа водозбірного басейну - 5800 км  . Протікає по Приволзькій височині. На честь річки назване місто Бариш